# 伊川県
伊川県（いせん-けん）は中華人民共和国河南省洛陽市に位置する県。

## 行政区画
- 街道:城関街道、河浜街道
- 鎮:鳴皋鎮、水寨鎮、彭婆鎮、白沙鎮、江左鎮、高山鎮、呂店鎮、半坡鎮、酒後鎮、白元鎮、鴉嶺鎮、葛寨鎮
- 郷:平等郷

## 交通

### 道路
- 高速道路
  -  寧洛高速道路
  -  二広高速道路
  -  塩洛高速道路（中国語版）
  -  洛欒高速道路（中国語版）
  -  新伊高速道路
- 国道
  - G208国道
  - G343国道（中国語版）